# ZIP-код

Карта поштових зон з вказівкою перших двох-трьох цифр ZIP-кодів для США і острівних територій США

ZIP—коди (англ. ZIP codes) — це система поштових індексів, що використовується Поштовою службою США з початку 1960-х років.
Абревіатура ZIP походить від англ. Zone Improvement Plan («зональний план поліпшення»). ZIP-коди застосовуються для швидкого сортування пошти і прискорення доставки. Спочатку вони складалися з п'яти цифр, але в 1980-х роках було розширені до дев'яти цифр, які записуються через дефіс: XXXXX-YYYY, наприклад, 12345-6789.

## Історія
Поштова служба США почала використовувати поштові індекси у великих містах ще в 1943 році, коли поштова адреса стала записуватися таким чином:

   Mr. John Smith

    3256 Epiphenomenal Avenue

    Minneapolis 16, Minnesota

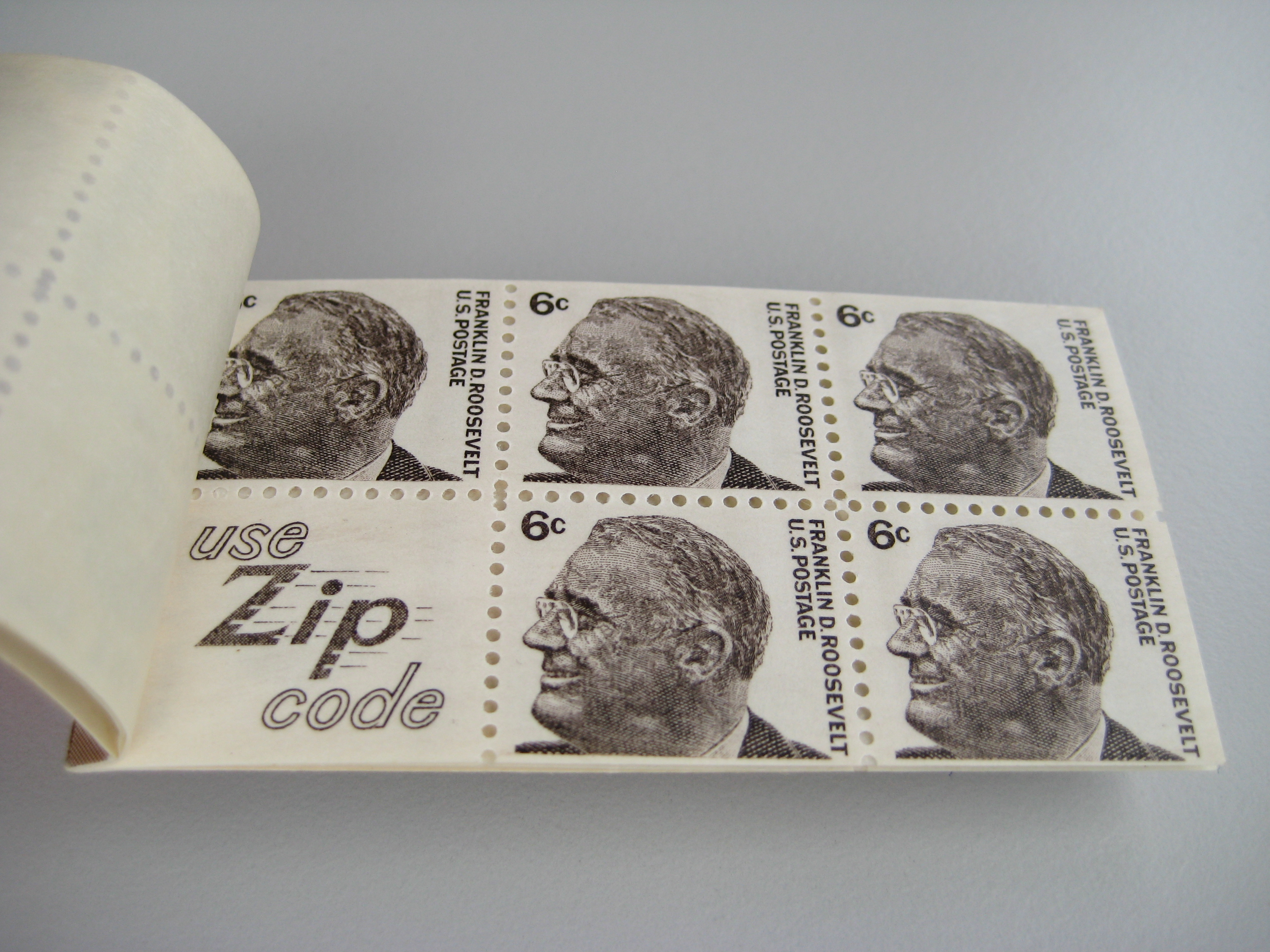
Буклет з марками США (1968), на купоні якого надруковано нагадування: «Використовуй ZIP-код» («Use Zip code»)

Число 16 при цьому означало номер поштового округу в межах міста.
До початку 1960-х років з'явилася потреба в всеосяжній системі поштових індексів. 1 липня 1963 року така нова система була прийнята в тестовому режимі на всій території США. "Батьком" ZIP - кодів вважається Роберт Мун (Robert Moon), працівник поштового відомства. Саме Мун запропонував нову систему індексів ще в 1944 році, коли він працював поштовим інспектором.
Згідно з нововведенням, перші три цифри в п'ятизначному ZIP -коді відповідали номеру того або іншого централізованого пункту (sectional center facility) по сортуванню поштових відправлень, що стікалися з поштових відділень, які були приписані до цього сортувального пункту. Останні дві цифри означали номер поштового відділення, куди слід було направити посилану кореспонденцію і у разі великих міст збігалися з колишнім номером поштового округу. В результаті адреса стала виглядати наступним чином:

   Mr. John Smith

    3256 Epiphenomenal Avenue

    Minneapolis 55416, Minnesota

У 1967 році система ZIP -кодів стала обов'язковою на всій території США.
Для популяризації поштових індексів був створений мультиплікаційний персонаж "Містер ZIP", або "Зиппі" (Mr. ZIP}}, Zippy).
| «Містер ZIP», що закликає застосовувати ZIP -коди | «Містер ZIP», що закликає застосовувати ZIP -коди |
| ------------------------------------------------- | ------------------------------------------------- |
|                                                   |                                                   |
| На краю листка-марки (1966)                       | На рекламному щиті в готелі (1963)                |

## Сучасність

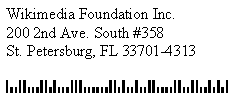
Поштова адреса с девятицифровим індексом 33701-4313 і відповідний штрих-код типу POSTNET

У 1983 році Поштова служба США почала вживати систему індексації 'ZIP+4, яка заснована на розширеному поштовому індексі, що складається з дев'яти цифр. При цьому до п'ятицифрового ZIP -коду були додані (через дефіс) ще чотири цифри, які означають місцевий географічний сегмент всередині п'ятицифрового району доставки, наприклад, міський квартал, багатоквартирний житловий комплекс, індивідуальний одержувач (посилач) великих об'ємів пошти або будь-який підрозділ організації (підприємства), для якого потрібно додатковий ідентифікатор, що полегшує сортування і доставку кореспонденції. Урядові установи США мають окремі п'ятицифрові і девятицифрові ZIP -коди, що не передбачають інших користувачів поштових послуг в поштовій зоні з цим індексом. Іноді ZIP -коди для якої-небудь місцевості можуть переглядатися і навіть відмінятися.
У сучасних умовах, з впровадженням високотехнологічного устаткування для сортування пошти, досить використати п'ятицифровий код. Облаштування багаторядкового оптичного розпізнавання символів (Multiline Optical Character Reader) прочитують адресу на поштовому відправленні, майже миттєво визначаючи девятицифровий індекс, а також наносять ще повніший, одиннадцатицифровий штриховий код на основі символіки POSTNET. Останній можна також надрукувати на своїй кореспонденції за допомогою комп'ютерного текстового редактора. Для розрахунку і перевірки повної поштової адреси і індексу, або «пункт доставки» (delivery point), існує спеціальна методика і програмне забезпечення (Coding Accuracy Support System).